# Xentor filicornis
Xentor filicornis är en stekelart som beskrevs av Lubomir Masner och Johnson 2007. Xentor filicornis ingår i släktet Xentor och familjen Scelionidae. Inga underarter finns listade i Catalogue of Life.